# The End of Silence (arrampicata)
The End of Silence è una via lunga di arrampicata sportiva sul Feuerhorn in Germania aperta dai fratelli Alexander Huber e Thomas Huber nel 1990 e liberata da Thomas Huber nel 1994.

## La via
La via fa parte della Trilogia delle Alpi, tre vie d'arrampicata tra le più difficili delle Alpi.

## Salite
- Alexander Huber e Thomas Huber - 1990 - Prima salita
- Thomas Huber - 1994 - Prima salita in libera
- Jörg Andreas - 1999 - Seconda salita
- Stefan Glowacz - 23 agosto 2001 - Terza salita[1]
- Mauro Bole e Harald Berger - luglio 2003[2]
- Ondra Benes - 2008[3]
- Barbara Zangerl - agosto 2012 - Prima salita femminile[4]